# Chien de Bonn-Oberkassel
Vous lisez un « bon article » labellisé en 2025.
Le chien de Bonn-Oberkassel (en allemand : Hund von Bonn-Oberkassel) est un chien fossile daté du début de l'Épipaléolithique (vers 14 000 ans avant le présent (AP), soit environ 12000 av. J.-C.), découvert en 1914 dans le quartier d'Oberkassel à Bonn, en Westphalie (aujourd'hui en Rhénanie-du-Nord-Westphalie, Allemagne).
Le chien de Bonn-Oberkassel a été découvert dans une tombe double contenant les restes d'un homme et d'une femme. L'analyse de ses ossements par des archéozoologues de l'université de Bonn a estimé son âge à environ 7 mois. Il avait une morphologie élancée.
Les ossements, d'abord pris pour ceux d'un loup, ont été attribués à un chien domestique après reconstitution en 1970. Il subsiste au total 32 fragments osseux, qui permettent d'estimer les caractéristiques morphologiques de l'animal. Ses pathologies dentaires et osseuses indiquent qu'il a survécu à la maladie de Carré durant son jeune âge, probablement grâce aux soins qu'il a reçus et qui suggèrent un statut d'animal de compagnie. L'étiologie de la mort reste incertaine (séquelles de la maladie ou sacrifice funéraire). Parce qu'il est considéré par les archéologues comme l'un des premiers chiens domestiques attestés, le fossile de Bonn-Oberkassel occupe une place notable dans l'histoire de la domestication du chien.

## Contexte
Les chiens domestiques sont probablement issus de populations de loups gris. La chronologie et les régions impliquées dans la domestication initiale du chien, ainsi que le nombre d'étapes de ce processus, font l'objet de débats soutenus au sein de la communauté scientifique. La présence de chiens en Europe à la fin du Magdalénien (environ 18 000 à 14 000 ans AP) est solidement étayée. Des exemples controversés de chiens en Europe durant l'Aurignacien (environ 43 000 à 31 000 ans AP) ont toutefois été décrits,. Certaines études génétiques situent l'origine des chiens dans une population de loups d'Asie de l'Est, il y a environ 39 000 ans. De nombreuses sépultures canines préhistoriques sont connues, témoignant d'une diversité de pratiques allant de l'inhumation rituelle et symbolique à la simple élimination des dépouilles pour des raisons d'hygiène. Des facteurs tels que la présence d'offrandes funéraires, la position du chien au sein de la sépulture et l'inhumation conjointe avec des humains peuvent servir d'indicateurs de soins et d'intentions symboliques,,.
Diverses découvertes de vestiges canins associés à la culture magdalénienne ont été datées d'environ 15 000 à 14 500 ans AP, au cours du Dryas ancien. À partir du réchauffement du Bölling (vers 14 600 ans AP) les populations humaines ont pu accroitre l'utilisation de chiens de chasse dans des environnements progressivement plus denses, en raison de leurs capacités olfactives et auditives supérieures.

## Découverte
Le 18 février 1914, lors de l'aménagement d'une piste dans la carrière de basalte de Peter Uhrmacher, située à Oberkassel, près de Bonn, en Allemagne, des ouvriers découvrent les squelettes d'un homme âgé et d'une jeune femme. Ces vestiges reposent dans une couche de limon sableux intercalée entre des formations de basalte altéré. Le site de la découverte se trouve sur le Kuckstein, à l'extrémité méridionale du massif de Rabenlay,,. Les conditions d'extraction causent des dommages significatifs à la sépulture, ce qui entraîne la perte probable d'une partie substantielle des ossements. Informé de cette découverte, un enseignant local, conscient de son importance archéologique, alerte les spécialistes de l'université de Bonn. Une équipe d'archéologues se rend sur les lieux trois jours plus tard. Les fouilles livrent également des ossements d'animaux, parmi lesquels « une mandibule inférieure droite de loup »,,.

## Historique des recherches
L'analyse ultérieure du site révèle la présence de plusieurs autres ossements d'animaux, notamment un baculum d'ours, une incisive de cerf élaphe et une sculpture en bois de cervidé, vraisemblablement une tête de wapiti. Une équipe composée du physiologiste Max Verworn, de l'anatomiste Robert Bonnet et du géologue Gustav Steinmann, examine les squelettes et propose une datation provisoire du site au Magdalénien, en se basant sur les similitudes observées dans les objets funéraires.
En 1919, une monographie détaille le squelette du chien, en y intégrant d'autres fragments osseux. Tandis que les squelettes humains sont conservés au Rheinisches Landesmuseum Bonn, les restes d'animaux du site sont divisés en deux lots. La mandibule inférieure du canidé rejoint les vestiges humains, tandis que d'autres os de l'animal sont stockés dans les collections géologiques de l'université de Bonn, sans indication de leur provenance,.
À la fin des années 1970, Erwin Cziesla, étudiant en préhistoire spécialisé dans le site d'Oberkassel, redécouvre les éléments osseux dispersés au sein des collections universitaires. Les restes sont rassemblés au Landesmuseum et soumis à une analyse approfondie, qui permet d'identifier la mandibule inférieure et les os comme appartenant à un chien domestique. Une étude publiée en 1982 par Gerhard Bosinski, directeur de thèse de Cziesla, établit une datation du site d'Oberkassel au Magdalénien moyen. Cette datation repose sur les similitudes observées entre un os sculpté découvert sur le site et les figurines osseuses à contours découpés caractéristiques du Magdalénien moyen français,. Cette découverte fait initialement du chien de Bonn-Oberkassel le plus ancien exemple connu d'animal domestique, un statut désormais partagé avec d'autres vestiges canins magdaléniens,,.
La datation au carbone 14 des vestiges, réalisée par l'Oxford Radiocarbon Accelerator Unit en 1993, établit un âge légèrement plus récent que l'estimation initiale, et situe la découverte vers 14 000 ans AP. Ces résultats sont corroborés par des datations au carbone 14 par spectrométrie de masse effectuées par l'université Christian-Albrecht de Kiel en 1997, qui confirment également la contemporanéité des restes canins et humains,,. Le réexamen des vestiges en 1994 permet d'établir un catalogue complet et de réattribuer plusieurs os, initialement identifiés comme appartenant à d'autres espèces animales, au squelette du chien. De nouveaux fragments sont découverts pendant et après les analyses de datation, tous sans doublons dans le squelette,,. Le chien de Bonn-Oberkassel est désormais intégré à un ensemble restreint de spécimens canins anciens indubitablement domestiques, découverts en Allemagne, en Espagne et en France, et datés entre 15 000 et 13 500 ans AP. Les découvertes de chiens domestiques antérieures à cette période demeurent sujettes à débat,.

## Description physique
Le chien de Bonn-Oberkassel est représenté par trente-deux fragments osseux identifiables. Cet ensemble comprend neuf éléments crâniens et vingt-trois fragments provenant du reste du squelette, dont des côtes, des vertèbres (cervicales, thoraciques et lombaires), les deux omoplates mais incomplètes, l'humérus gauche endommagé ainsi que l'extrémité distale du droit, des fragments du radius gauche et des portions des deux ulnas. Vingt-cinq fragments osseux de très petite taille n'ont pu être identifiés avec certitude, mais ils correspondent vraisemblablement à des portions de côtes, de crâne et de vertèbres,.
Les recherches contemporaines estiment l'âge du chien à environ 14 000 ans AP, avec une marge d'erreur de 200 ans ,. L'animal présentait probablement une hauteur au garrot comprise entre 40 et 50 cm, et un poids estimé entre 13 et 18 kg. Selon une estimation fondée sur l'analyse du diamètre d'un fragment de diaphyse humérale gauche, sa hauteur au garrot était de 46,8 cm. Ces mensurations suggèrent une morphologie relativement élancée, comparable à celle du loup indien et de certaines races de lévriers modernes.
L'âge estimé du chien au moment de sa mort est d'environ 7 mois. Cette détermination repose sur l'observation de la plaque de croissance crâniale de la vertèbre lombaire, qui présente une fermeture, un phénomène généralement observé chez les chiens modernes à l'âge de 7 mois. Toutefois, la plaque caudale de cette même vertèbre demeure ouverte, une caractéristique qui, chez les canidés domestiques contemporains, se manifeste jusqu'à environ huit mois. Cette discordance suggère une période de croissance transitoire, ou peut-être des variations dans le développement osseux propres aux canidés du Paléolithique supérieur.

## État de santé

### Maladie de Carré

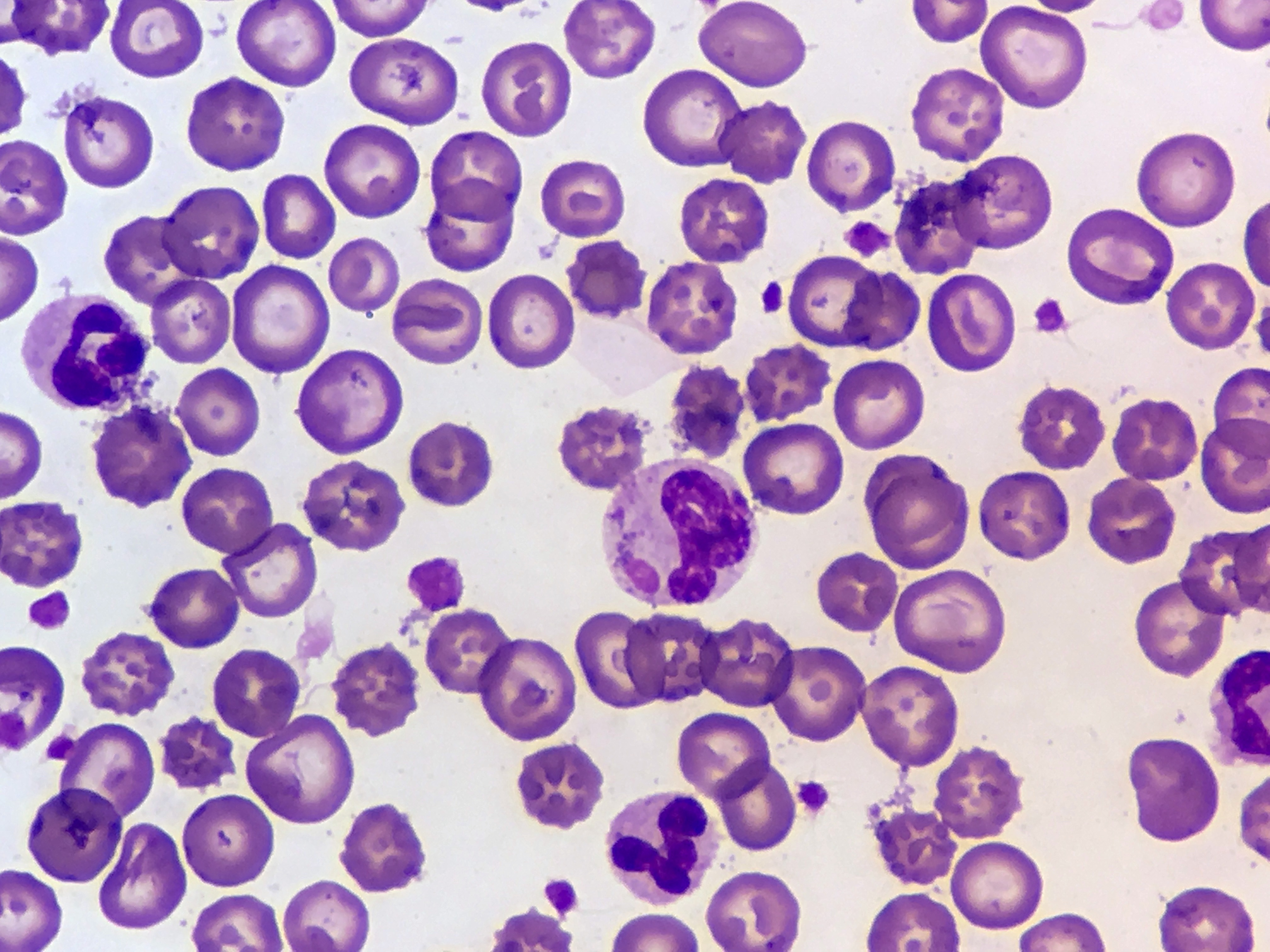
La microscopie révèle la présence d'inclusions intracellulaires caractéristiques du virus de la maladie de Carré (Morbillivirus canis) au sein des neutrophiles.

L'analyse des restes du chien de Bonn-Oberkassel suggère qu'il a probablement contracté la maladie de Carré durant son jeune âge. Cette maladie, d'une gravité notable, présente un taux de mortalité estimé à 75 % chez les chiots domestiques contemporains, les décès résultant fréquemment de complications telles que la dénutrition, la déshydratation et des infections secondaires se manifestant en trois phases distinctes. Les observations de pertes d'émail dentaire, d'agénésies dentaires et de pathologies gingivales sévères sont en effet cohérentes avec le diagnostic de maladie de Carré. Il est probable que l'infection ait été contractée lorsque le chien avait entre 19 et 21 semaines, et qu'elle ait persisté pendant environ trois semaines,. La canine restante de l'animal révèle une abrasion importante et une perte d'émail, potentiellement causées par la mastication compulsive de matériaux lithiques. Ce comportement de pica, caractérisé par la consommation d'objets non comestibles, est un indicateur reconnu des atteintes neurologiques induites par la dernière phase de la maladie.
L'observation d'ostéophytes sur les cubitus et les coudes du canidé révèle une possible ostéoarthrose. Cette pathologie articulaire, d'une rareté notable dans les restes canins antérieurs à la fin de l'Âge du fer, ne trouve qu'un autre exemple connu, dans la sépulture d'un chien découvert sur le site d'Anderson dans le Tennessee, daté d'environ 7 000 ans AP. L'apparition de cette affection est estimée à environ un mois avant la mort de l'animal, survenue aux alentours de sa 28e semaine. Les causes typiques d'ostéoarthrose du coude chez les jeunes canidés domestiques semblent peu probables pour expliquer la formation des ostéophytes observés chez le chien de Bonn-Oberkassel. Une hypothèse plausible relie l'ostéoarthrose aux crises d'épilepsie induites par la maladie de Carré, les traumatismes physiques résultant de chutes incontrôlées ayant pu engendrer les lésions articulaires.

### Soins

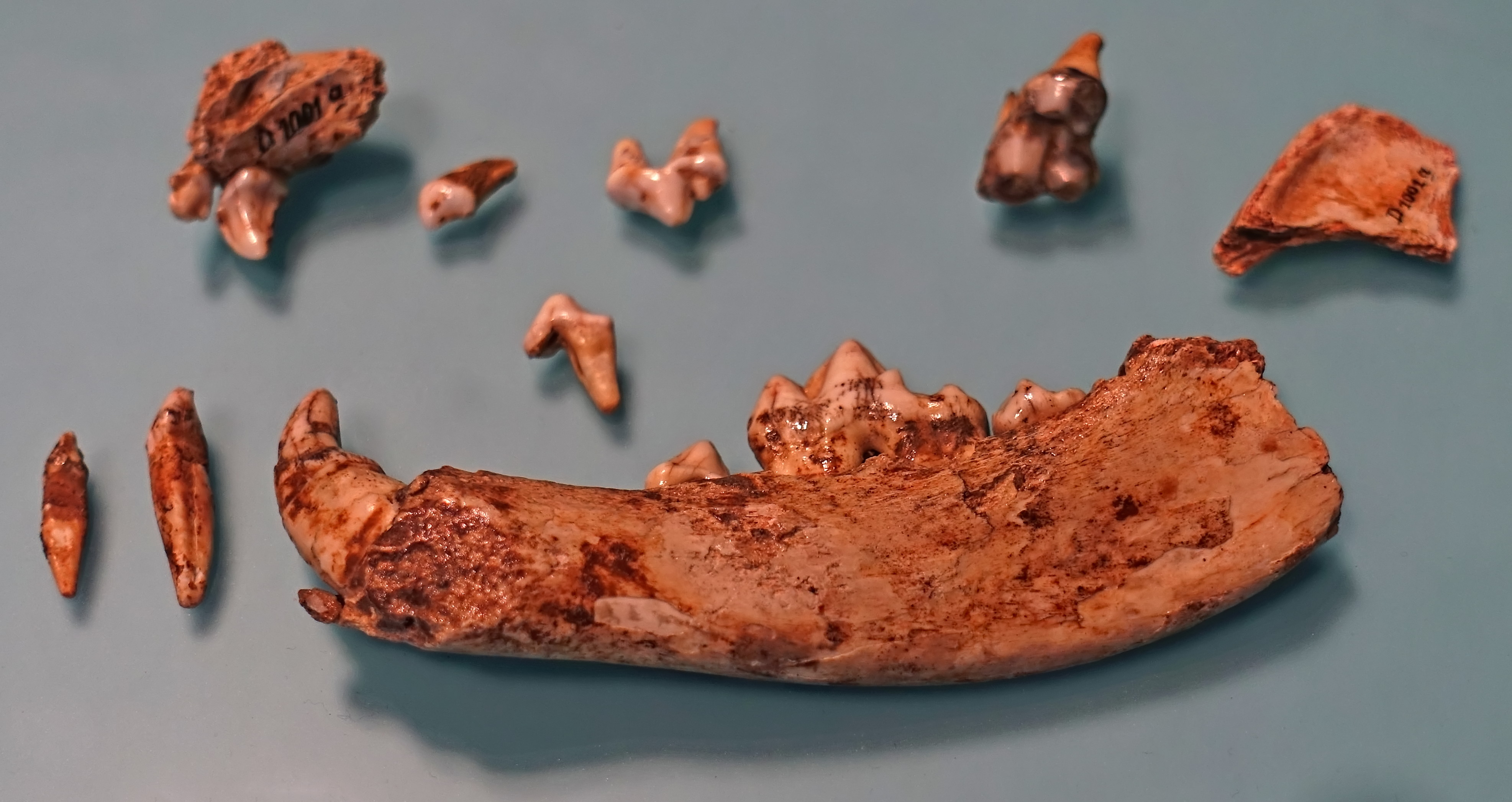
Les vestiges du crâne du chien de Bonn-Oberkassel.

Survivre à la maladie de Carré sans soins s'avère extrêmement improbable. Une analyse de 2014, portant sur 544 crânes de canidés sauvages adultes (chiens et loups) issus de collections muséales, a révélé l'absence de lésions horizontales de l'émail, marqueur pathognomonique de cette affection chez les jeunes individus,. Le jeune canidé de Bonn-Oberkassel a donc vraisemblablement bénéficié de soins intensifs durant les trois semaines de son infection. Les hommes qui ont prodigué ces soins sont probablement intervenus dans les épisodes de vomissements et de diarrhée associés à la maladie, en assurant l'hydratation et l'alimentation de l'animal. En cas d'infection survenue durant l'hiver, une thermorégulation artificielle aurait également été nécessaire. Ces actions témoignent d'un lien affectif profond, d'une compassion et d'une empathie manifestes envers le jeune canidé,.
La chronicité de la pathologie, impliquant des soins soutenus et entravant vraisemblablement le dressage du canidé à des fins cynégétiques, confère aux soins prodigués un intérêt pratique limité,. Les hypothèses explicatives de ces soins s'orientent vers des motivations d'ordre spirituel ou vers une simple manifestation de compassion envers le jeune animal,,. Le chien pourrait avoir été considéré comme un animal de compagnie, peut-être lié aux individus humains aux côtés desquels il est inhumé,,.

## Mort
L'étiologie de la mort du chien de Bonn-Oberkassel demeure incertaine : mort naturelle consécutive à une pathologie préexistante, ou sacrifice rituel en vue de son inhumation conjointe avec les deux individus humains. Cette dernière hypothèse s'inscrit dans un contexte où l'abattage ou le sacrifice de canidés lors d'inhumations humaines se manifestent fréquemment, associés à des motivations d'ordre spirituel, religieux et rituel, peut-être liées à la croyance en une vie après la mort.

## Deuxième chien
L'analyse d'une molaire supérieure droite découverte dans la sépulture révèle qu'elle ne provenait pas du chien de Bonn-Oberkassel, contrairement à une première hypothèse. Les observations mettent en évidence une taille significativement inférieure à celle attendue pour le spécimen principal, une coloration distincte des autres dents, ainsi qu'une usure dentaire plus prononcée, suggérant un individu de plus petite taille et d'âge plus avancé. Il est probable que cette dent ait été intentionnellement déposée dans la sépulture en tant qu'offrande funéraire.